# Lutamator elegans
Lutamator elegans är en kräftdjursart som beskrevs av Alvarez 1984. Lutamator elegans ingår i släktet Lutamator och familjen Aetideidae. Inga underarter finns listade i Catalogue of Life.